# Linkozamid
Linkozamidi (npr. linkomicin, klindamicin) su klasa antibiotika.

## Mehanizam dejstva
Linkozamidi sprečavaju bakterijsku replikaciju putem ometanja sinteze proteina. Oni se vezuju za 23s porciju 50S podjedinice bakterijskog ribozoma i uzrokuju preranu disocijaciju peptidil-tRNK od ribozoma. Linkozamidi ne ometaju proteinsku sintezu u ljudskim ćelijama (kao ni u ćelijama drugih eukariota) zato što su ljudski ribozomi strukturno različiti od bakterijskih.